# Vilhelm Bromander
Per Vilhelm Anders „Ville“ Bromander (* 7. April 1988 in Fasterna, Stockholms län) ist ein schwedischer Jazz- und Improvisationsmusiker (Kontrabass, auch Sopransaxophon, Tanpura, Komposition).

## Wirken
Vilhelm Bromander arbeitet seit den 2010er-Jahren in der schwedischen Avant-Jazz- und Improvisationsszene. Er gehörte zu Gruppen wie Svenska Folkjazzkvartetten (u. a. mit Isak Hedtjärn), Christer Bothén 3, des Weiteren zum Duo mit Fredrik Rasten bzw. mit Elin Forkelid und zum Mambo Noir Trio (mit Pianist Matti Bye und Dennis Egberth). Erste Aufnahmen entstanden 2015 mit Jonas Kullhammar (Jonas Kullhammar & The New Kids on the Rock), Außerdem spielte er Solokonzerte auf dem Kontrabass, wobei er seinen Fokus auf akustische Details wie Schwebungen, gemeinsame Teiltöne und Differenztöne richtete. 2015 spielte er sein Soloalbum Oh Lord Give Me Strange (Creative Sources) ein. Es wurde von der Kritik als „Minimalismus-Meisterwerk“ gelobt, das einem Ansatz zwischen Pauline Oliveros und Tony Conrad verpflichtet sei. 2017 folgte das Album Allt åt Alla.
2022 debütierte Bromander auch als Sopransaxophonist mit seinem Kammermusikwerk Aurora (Warm Winters Ltd.). Als Improvisator hat er mit Musikern wie Axel Dörner, Tisha Mukarji, Michael Thieke, Sten Sandell, Phil Minton, Mazen Kerbaj, Maria W. Horn, Katt Hernandez, Lisa Ullén (Motståndsorkestern), Alberto Pinton (Layers, 2019, All the Difference, 2020, und Allt större Klarhet, 2025), Anna Lund (Hurrakel!), Dennis Egberth (Dennis Egberths första, Dennis Egberths nästa) und Henrik Olsson gespielt. Weiterhin betätigte er sich als Sessionmusiker. Im Bereich des Jazz war er laut Tom Lord zwischen 2015 und 2024 nur an acht Aufnahmesessions beteiligt, u. a. auch mit Konrad Agnas.
Im Herbst 2023 legte er In This Forever Unfolding Moment vor, aufgenommen mit einem 6- und auch 13-köpfigen Ensemble. Das Album gilt als sein erster Ausflug in den Spiritual Jazz. Chris May zufolge hat er den amerikanischen Kanon offensichtlich eingehend studiert, bringe aber einen skandinavischen Touch in die Angelegenheit. Das Spektrum, das durchlaufen werde, vom nuancierten Dröhnen bis zur Explosion des Chaos, sei nichts weniger als spannend, und die gelassenen Zwischenspiele allein schon im Vergleich dazu atemberaubend – und für sich genommen seien sie erhaben (meinte Dave Sumner in Daily Bandcamp). Das Album wurde 2023 mit dem Gyllene Skivan ausgezeichnet. 

## Diskographische Hinweise
- Christer Bothen & Vilhelm Bromander: Deep (2017)
- Vilhelm Bromanders Initiative: Allt åt Alla (2017)
- Vilhelm Bromander & Fredrik Rasten: ... For Some Reason That Escapes Us (Differ Records, 2019)
- David Bennet & Vilhelm Bromander: Within Reach of Eventuality (thanatosis produktion, 2022)
- Aurora (2022), mit Johan Graden, Mauritz Agnas, Emma Augustsson, Pelle Westlin, Anton Svanberg
- Within Reach of Eventuality (Thanatosis, 2022)
- In This Forever Unfolding Moment (2023), mit Katt Hernandez, Martin Küchen, Elin Forkelid, Alberto Pinton, Christer Bothén, Emil Strandberg, Mats Äleklint, Alex Zethson, Mattias Ståhl, Dennis Egberth, Anton Jonsson, Marianne Svašek
- Maria W. Horn & Vilhelm Bromander: Earthward Arcs (Warm Winters Ltd., 2023)
- Vilhelm Bromander Unfolding Orchestra: Jorden vi ärvde (2025)